# Cyphomyrmex flavidus
Cyphomyrmex flavidus es una especie de hormiga del género Cyphomyrmex, tribu Attini, familia Formicidae. Fue descrita científicamente por Pergande en 1896.
Se distribuye por Guayana Francesa, México y Estados Unidos. Se ha encontrado a elevaciones de hasta 1230 metros. Habita en bosques secos.